# Санта Клоз (Џорџија)
Санта Клоз (енгл. Santa Claus) град је у америчкој савезној држави Џорџија. По попису становништва из 2010. у њему је живело 165 становника.

## Демографија
Према попису становништва из 2010. у граду је живело 165 становника, што је 72 (30,4%) становника мање него 2000. године.
| Група             | 2000.       | 2010.       |
| Белци             | 174 (73,4%) | 147 (89,1%) |
| Афроамериканци    | 4 (1,7%)    | 9 (5,5%)    |
| Азијати           | 0 (0,0%)    | 0 (0,0%)    |
| Хиспаноамериканци | 59 (24,9%)  | 9 (5,5%)    |
| Укупно            | 237         | 165         |